# Joseph Rosati
Joseph Rosati CM (* 2. Januar 1789 in Sora, Italien; † 25. September 1843 in St. Louis, Missouri, USA) war der erste Bischof von St. Louis.

## Leben
Joseph Rosati wurde am 2. Januar 1789 in Sora (Latium), Italien, damals Republik Neapel geboren. Nachdem er 1807 seine schulische Ausbildung (ab 1804 im Priesterseminar des Erzbistums Neapel) abgeschlossen hatte, legte er 1808 seine Ordensgelübde als Vinzentiner ab. Am 10. Februar 1811 empfing Rosati im Alter von 22 Jahren die Priesterweihe.
1816 wurde Rosati von seinem Orden in die Mission in den Vereinigten Staaten, nach Baltimore, Maryland entsandt. Einige Jahre später ließ er sich in Bardstown, Kentucky nieder. Er lehrte als Professor für Theologie am St. Thomas’ Seminar von 1817 bis 1818. Danach zog er nach Perryville, Missouri, wo er das St. Mary’s Seminar eröffnete. Einige Jahre plante und beaufsichtigte er den Bau einer Schule, an der er die meisten Klassen unterrichtete und zugleich auch als Gemeindeseelsorger tätig war. 1820 wurde er zum Leiter des Vinzentinerordens in den USA ernannt.
Am 13. August 1822 wurde er zum Apostolischen Vikar von Mississippi und Alabama ernannt und ein Jahr später zum Koadjutorbischof von Louisiana. Die Bischofsweihe spendete ihm der Bischof von Louisiana und den Zwei Floridas, Louis-Guillaume-Valentin Dubourg, am 25. März 1824. Zwei Jahre später am 18. Juli 1826 erfolgte die Ernennung zum Apostolischen Administrator von St. Louis, Missouri und New Orleans, Louisiana. Zum ersten Bischof von St. Louis wurde Rosati am 20. März 1827 ernannt. Als Apostolischer Administrator von New Orleans trat er am 4. August 1829 zurück.
In Louisiana eröffnete er 1828 das St. Louis Hospital, das von den Schwestern der Liebe geleitet wurde. In St. Louis setzte er sich 1829 für den Aufbau der Saint Louis Universität ein und begann 1831 mit dem Bau der ersten Kathedrale des Bistums St. Louis, die 1834 vollendet wurde.
1841 beauftragte Papst Gregor XVI. Rosati, in seinem Namen mit Präsident Jean-Pierre Boyer über ein Konkordat mit dem Staat Haiti zu verhandeln. Nachdem Rosati einen Bericht über die Verhandlungen an Propaganda Fide gesandt hatte, starb er am 25. September 1843 im Alter von 54 Jahren.